# Пески (городской округ город Первомайск)
Пески — сельский посёлок в городском округе город Первомайск Нижегородской области. Входит в состав Петровского сельсовета.
Посёлок располагается на левом берегу реки Алатыря.